# オイアグロス
オイアグロス（古代ギリシア語: Οἴαγρος Oíagros）またはオエアグルス（ラテン語: Oeagrus）は、ギリシア神話の人物。オルペウスの父、トラーキアの王、一説には河神。

## 解説
「オルペウスの父」「トラーキアの王」として知られる。河神の場合は、トラーキアにオイアグロスの川があり、ヘブロス川に繋がっているとされる。
妻カリオペーとの間にオルペウスを生んだ。妻はポリュヒュムニアーやクレイオーとも。子はオルペウスの他にマルシュアースやリノスがいたとも。オイアグロスの父はアレース、ピーエロス、カロプスなど諸説あり。
ディオニューソスのインド遠征に参戦し、弓と槍の名手として活躍した。